# إستر أزهري مويال
إستر أزهري مويال (1874 بيروت - 1948 يافا) صحفية وكاتبة وناشطة في مجال حقوق المرأة. وصفت كمفكرة رئيسية في النهضة في القرن العشرين، أو عصر النهضة العربية.
نشأت في أسرة يهودية من يهود لبنان السفارديم من الطبقة الوسطى، وكانت تجيد اللغة العربية والفرنسية والإنجليزية وكان يدرسها الكاتب العربي محمد البكر.
حصلت على شهادة عام 1890 إما من الكلية الأمريكية للبنات في بيروت أو من الكلية البروتستانتية السورية. تعلمت في مسيحية ويهودية، وترجمت العديد من الروايات إلى اللغة العربية، بما في ذلك روايات ألكسندر دوماس وإميل زولا.
كانت ناشطة في العديد من المنظمات النسائية في بيروت في تسعينيات القرن التاسع عشر كرابطة النساء اللبنانيات، وبكريت سوريا («فجر سوريا») ونهضة النساء («نساء الصحوة»)، وهي مجموعة شاركت في تأسيسها. مثلت مويال سوريا كعضو في مؤتمر المرأة في معرض كولومبيان العالمي لعام 1893 في شيكاغو.
في عام 1894، تزوجت من شمعون مويال واستقر الزوجان في القاهرة. أثناء وجودها في القاهرة، أسست إستير مويال مجلة المرأة (الأسرة) في عام 1898، والتي أصبحت صحيفة أسبوعية في عام 1904. تمت الإشادة بالمجلة على نطاق واسع وتضمنت مقالات عن القضايا المحلية الحديثة، وصحة المرأة، والموضوعات الأدبية، والأخبار العالمية.
كانت مؤيدة صريحة لحقوق المرأة. في صفحات الأسرة، أدرجت مبادئها الثلاثة للحركة النسائية:
1. المرأة هي كائن أخلاقي، صاحب الإرادة الحرة والضمير النشط.
2. هي مساوية للإنسان وحالة وجودها تخضع لتوجيهه.
3. المرأة لها خصائص خاصة غير موجودة في الإنسان، وإذا كان متفوقًا عليها في القوة البدنية وفي قوة الإرادة، فإنها تتفوق عليه في تأكيد مشاعرها ودقة نظرتها؛ بالنظر إلى وسائل الحصول على التعليم، كانت تضاهيه في الذوق والأخلاق.

رداً على مقال في مجلة كراهية النساء ’نشر في عام 1894، كتبت مويال سلسلة من الرسائل إلى المحرر تلخص رؤيتها للحركة النسائية: "أقول إن المرأة التي تنفق بعض التغيير الطفيف على الحبر والورق، وتقضي وقت فراغها في القراءة والكتابة ولا تقتلها بالثرثرة الخاملة، تعرف جيدًا كيفية إدارة أسرتها وتربية أطفالها بالاعتدال والاقتصاد والحكمة التي تضمن سعادة أطفالها وثراء حياتها الآخرة.
بالإضافة إلى أنها كتبت كتاباً عن إيميل زولا في عام 1903.
في عام 1908 (أو 1909)، انتقلت عائلة مويال إلى يافا، حيث أنشأت إستر مويال منظمة للنساء اليهوديات. أصبحت هي وسيمون محررين مشتركين في دورية صوت العثمانية في عام 1913. هذه الصحيفة اليهودية المكتوبة باللغة العربية ردت على الهجمات الصهيونية واقترحت رؤية «وطن مشترك» في فلسطين في إطار الإمبراطورية العثمانية.
بعد وفاة سيمون في عام 1913، عاشت مويال مع أقاربها في مرسيليا، ثم عادت إلى يافا في أوائل الأربعينيات. صبح ابنها عبد الله (عوفاديا) نديم شاعراً. تقدم حياة وعمل مويال رؤية لشرق أوسط تعددي يعتمد على خطاب حر ومفتوح. في مداخلتها لمجموعة من السير الذاتية للمرأة العربية، كتبت مويال أنها كانت شاكرة للعيش في عصر «تم فيه فتح ساحة كبيرة للحكماء لنشر حقائقهم بين الشعوب؛ لأن هذا كان الحليف الأكبر في تقدم المعرفة وأعظم مساعدة لنشرها.»